# Copenhagen Masters 2007
Das Copenhagen Masters 2007 im Badminton war die 15. Auflage des Copenhagen Masters. Es fand in Kopenhagen vom 27. bis 29. Dezember 2007 statt. Das Preisgeld betrug 290.000 Dänische Kronen.

## Herreneinzel

### Gruppe 1
| Spieler          | Pld | W | L | Pts |
| ---------------- | --- | - | - | --- |
| Peter Gade       | 2   | 2 | 0 | 2   |
| Kuan Beng Hong   | 2   | 1 | 1 | 1   |
| Przemysław Wacha | 2   | 0 | 2 | 0   |

| 27. Dezember 2007 |                     |                  |
| Peter Gade        | 21-17, 21-16        | Kuan Beng Hong   |
| Kuan Beng Hong    | 18-21, 21-11, 21-16 | Przemysław Wacha |
| 28. Dezember 2007 |                     |                  |
| Peter Gade        | 21-14, 21-8         | Przemysław Wacha |

### Gruppe 2
| Spieler          | Pld | W | L | Pts |
| ---------------- | --- | - | - | --- |
| Kenneth Jonassen | 2   | 2 | 0 | 2   |
| Roslin Hashim    | 2   | 1 | 1 | 1   |
| Dicky Palyama    | 2   | 0 | 2 | 0   |

| 27. Dezember 2007 |              |               |
| Kenneth Jonassen  | 21-11, 21-10 | Dicky Palyama |
| Roslin Hashim     | 21-16, 21-16 | Dicky Palyama |
| 28. Dezember 2007 |              |               |
| Kenneth Jonassen  | 21-12, 21-12 | Roslin Hashim |

### Finale
|  | Finale |                  |    |    |  |
|  |        |                  |    |    |  |
|  |        | Peter Gade       | 21 | 23 |  |
|  |        | Kenneth Jonassen | 18 | 21 |  |
|  |        |                  |    |    |  |

## Dameneinzel

### Gruppe 1
| Spieler          | Pld | W | L | Pts |
| ---------------- | --- | - | - | --- |
| Xu Huaiwen       | 1   | 1 | 0 | 1   |
| Petya Nedelcheva | 1   | 0 | 1 | 0   |

| 27. Dezember 2007 |                      |                  |
| Xu Huaiwen        | 21-5, 21-0 (Aufgabe) | Petya Nedelcheva |

### Gruppe 2
| Spieler        | Pld | W | L | Pts |
| -------------- | --- | - | - | --- |
| Tine Rasmussen | 1   | 1 | 0 | 1   |
| Zhou Mi        | 1   | 0 | 1 | 0   |

| 27. Dezember 2007 |                    |         |
| Tine Rasmussen    | 7-21, 21-19, 21-17 | Zhou Mi |

### Finale
|  | Halbfinale | Halbfinale       | Halbfinale | Halbfinale | Halbfinale |  |  | Finale | Finale     | Finale | Finale | Finale |
|  |            |                  |            |            |            |  |  |        |            |        |        |        |
|  |            |                  |            |            |            |  |  |        |            |        |        |        |
|  |            | Xu Huaiwen       | 21         | 17         | 21         |  |  |        |            |        |        |        |
|  |            | Tine Rasmussen   | 15         | 21         | 12         |  |  |        |            |        |        |        |
|  |            |                  |            |            |            |  |  |        | Xu Huaiwen | 21     | 19     | 15     |
|  |            |                  |            |            |            |  |  |        | Zhou Mi    | 11     | 21     | 9      |
|  |            | Petya Nedelcheva |            |            |            |  |  |        |            |        |        |        |
|  |            | Zhou Mi          | wo         |            |            |  |  |        |            |        |        |        |
|  |            |                  |            |            |            |  |  |        |            |        |        |        |

## Herrendoppel

### Gruppe 1
| Spieler                              | Pld | W | L | Pts |
| ------------------------------------ | --- | - | - | --- |
| Jens Eriksen Martin Lundgaard Hansen | 2   | 2 | 0 | 2   |
| Michał Łogosz Robert Mateusiak       | 2   | 1 | 1 | 1   |
| Ingo Kindervater Kristof Hopp        | 2   | 0 | 2 | 0   |

| 27. Dezember 2007                    |              |                                |
| Jens Eriksen Martin Lundgaard Hansen | 21-16, 21-15 | Ingo Kindervater Kristof Hopp  |
| 28. Dezember 2007                    |              |                                |
| Michał Łogosz Robert Mateusiak       | 21-18, 21-18 | Ingo Kindervater Kristof Hopp  |
| Jens Eriksen Martin Lundgaard Hansen | 21-15, 21-19 | Michał Łogosz Robert Mateusiak |

### Gruppe 2
| Spieler                              | Pld | W | L | Pts |
| ------------------------------------ | --- | - | - | --- |
| Zakry Abdul Latif Fairuzizuan Tazari | 2   | 2 | 0 | 2   |
| Mathias Boe Carsten Mogensen         | 2   | 1 | 1 | 1   |
| Jonas Rasmussen Lars Paaske          | 2   | 0 | 2 | 0   |

| 27. Dezember 2007                    |                     |                              |
| Zakry Abdul Latif Fairuzizuan Tazari | 21-19, 21-15        | Jonas Rasmussen Lars Paaske  |
| 28. Dezember 2007                    |                     |                              |
| Mathias Boe Carsten Mogensen         | 21-19, 21-17        | Jonas Rasmussen Lars Paaske  |
| Zakry Abdul Latif Fairuzizuan Tazari | 18-21, 21-16, 21-18 | Mathias Boe Carsten Mogensen |

### Finale
|  | Finale |                                      |    |    |  |
|  |        |                                      |    |    |  |
|  |        | Jens Eriksen Martin Lundgaard Hansen | 21 | 21 |  |
|  |        | Zakry Abdul Latif Fairuzizuan Tazari | 11 | 17 |  |
|  |        |                                      |    |    |  |